# Blera
Blera (Bieda in dialetto blerano e nome ufficiale fino al 1952) è un comune italiano di 2 902 abitanti in provincia di Viterbo nel Lazio. 

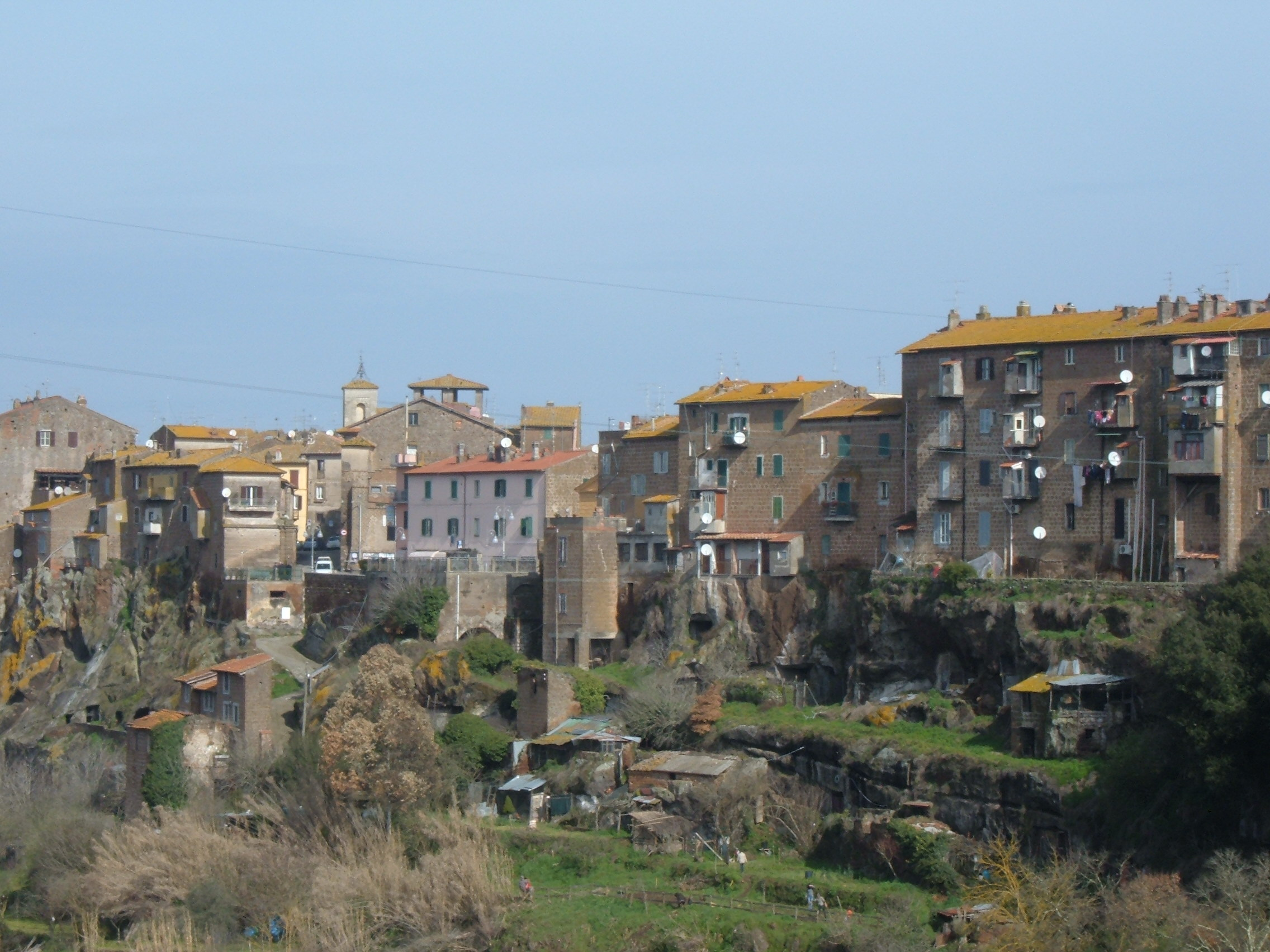
Vista panoramica

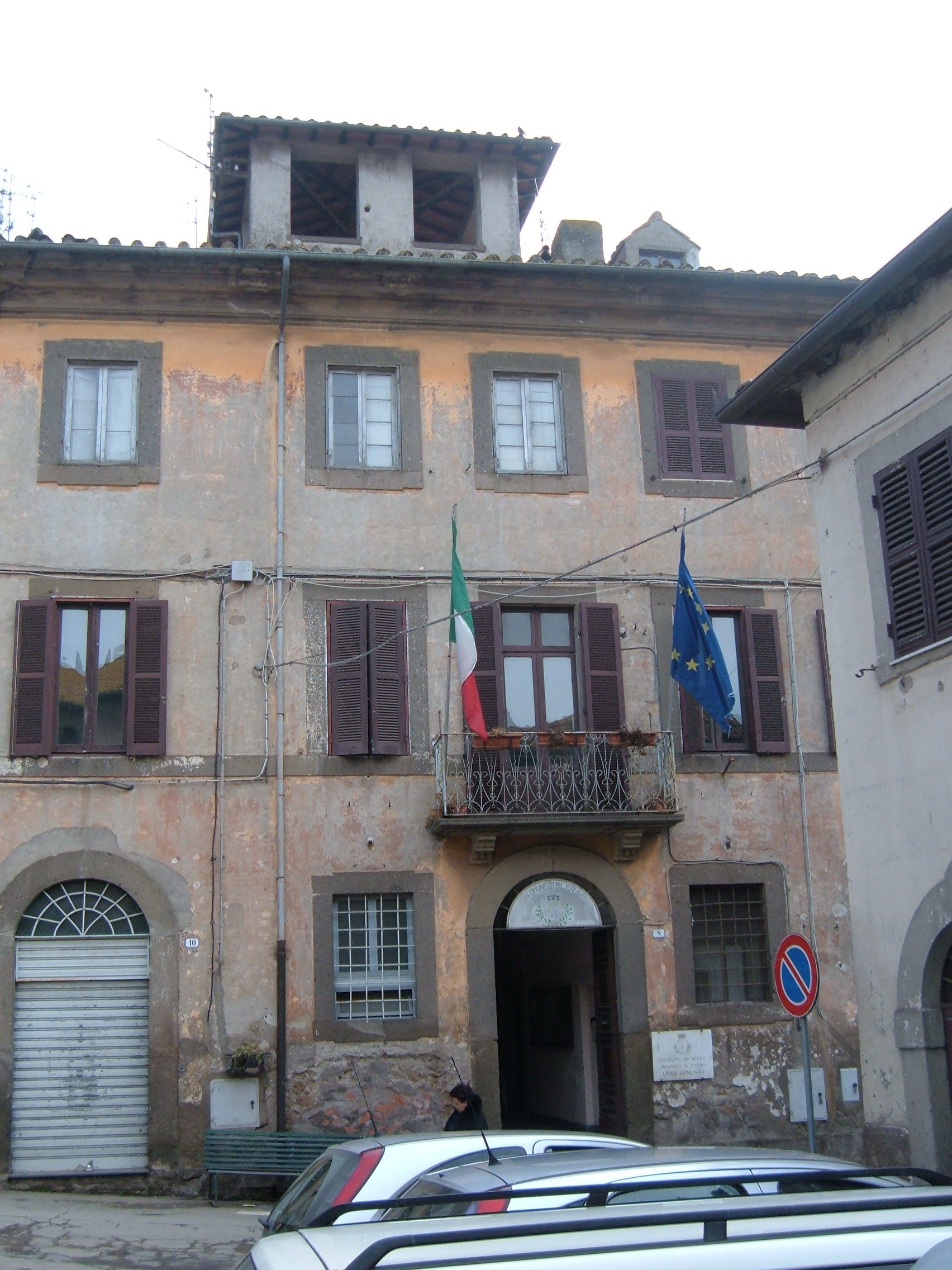
Palazzo Lattanzi - Ex Sede del comune di Blera

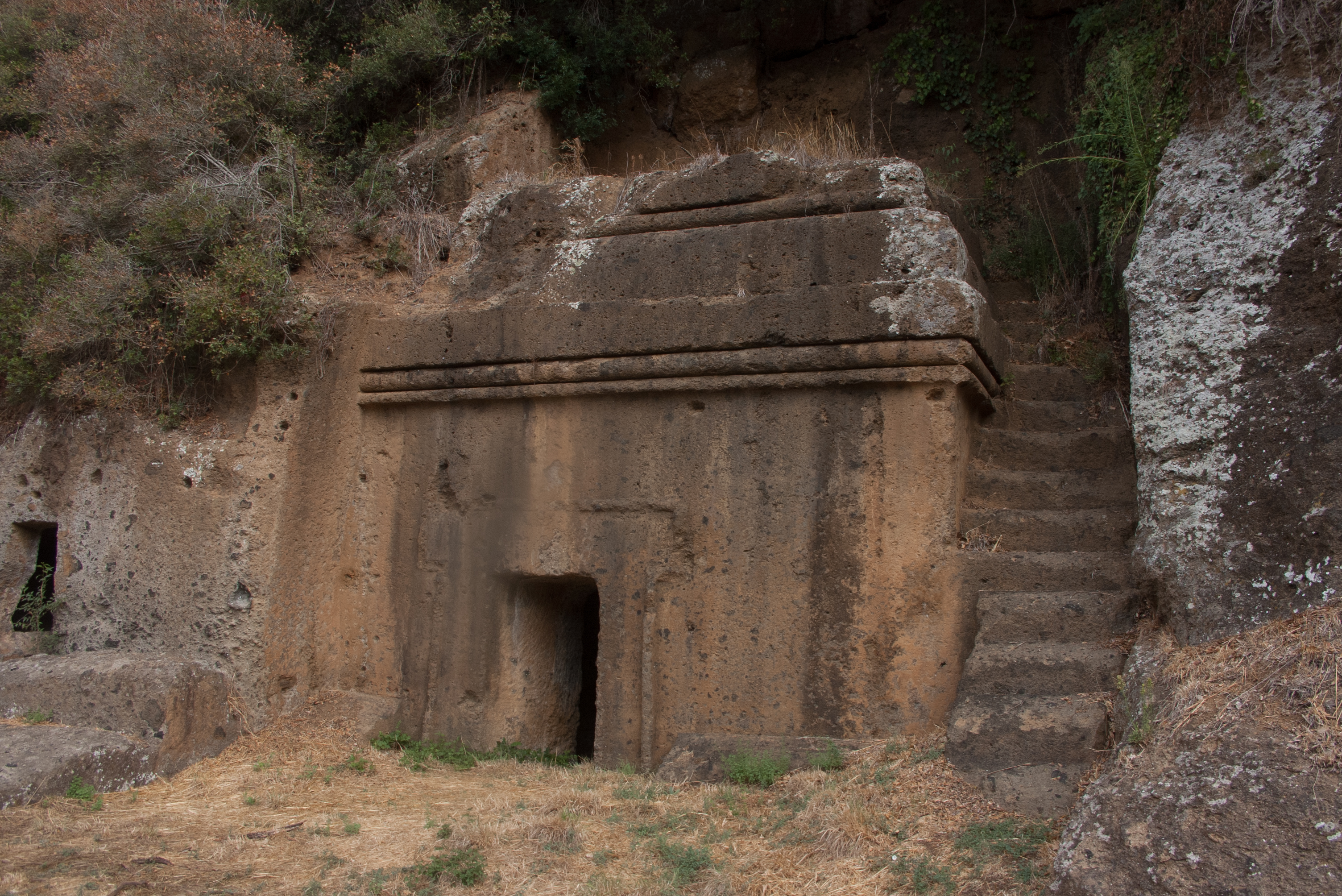
Tomba a dado necropoli della Casetta

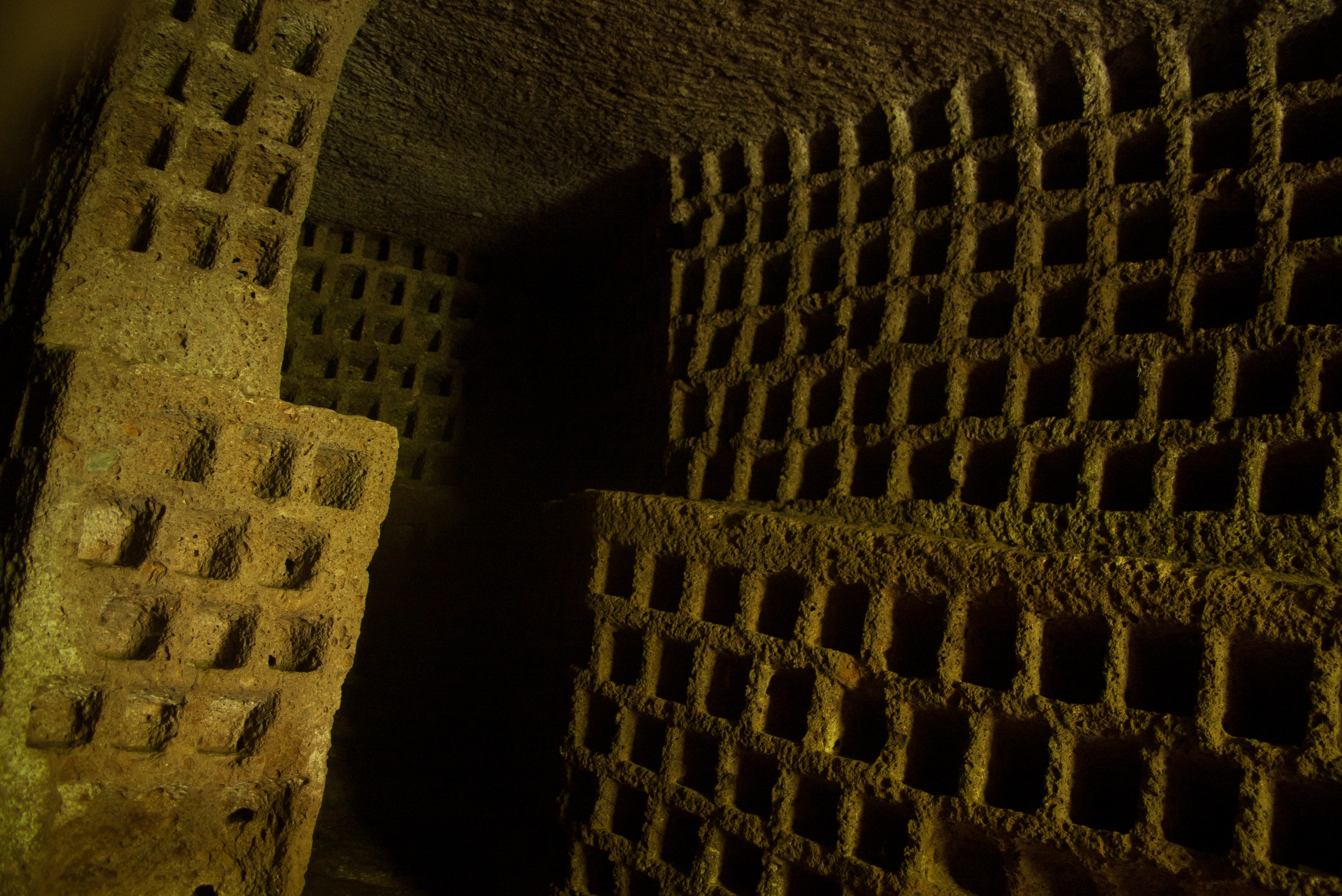
Colombario a Blera

## Geografia fisica

### Territorio
Il territorio si eleva su 260 metri di altezza. Il paese si trova su un piccolo rilievo.

### Clima
Classificazione climatica: zona D, 1900 GR/G

## Origini del nome
Il toponimo è ben attestato in età classica e tarda. L'etimologia non è chiara, ma è stata proposto un accostamento al (pre)greco Βλῆραι, Blêrai, di una glossa che parla di una specie di ortica.
Del tutto ipotetica la proposta che il nome abbia origine dall'etrusco Plaise-ra, "la (città) di Plaise", in cui Plaise era un nome etrusco di persona, attestato dal gentilizio Plaisena (famiglia orvietana, di cui sono note tre tombe in una delle sue necropoli) e da una fuseruola del IV sec. a.C. trovata in una tomba a Genova.

## Storia
Le origini di Blera sono databili intorno all'VIII-VII secolo a.C., come dimostrano le numerose necropoli site intorno all'abitato. Sebbene sul pianoro della città siano stati rinvenuti resti attribuibili ad un importante insediamento della tarda età del bronzo, l'abitato storico non sembra prosperare in diretta continuità con quello. Infatti solo dopo un periodo di apparente abbandono del territorio (X-IX secolo a.C., periodo iniziale del Primo Ferro, in cui la maggior parte della popolazione concorre a formare i centri protourbani costieri), è documentata la nuova e prolungata fase di occupazione dello sperone di roccia tufacea alla confluenza dei torrenti Biedano e Rio Canale. Il nome latino Blera, citato da diverse fonti dell'epoca (Strabone, Plinio il Vecchio, Tolomeo, Tabula Peutingeriana), si conservò fino al Medioevo quando troviamo Bleda, quindi Bieda, fino al 1952, allorché la città riassunse il nome originario.
Il periodo più importante del paese è certamente quello etrusco, nell'epoca arcaica (VII-V secolo a.C.), quando, sotto l'influenza di Tarquinia, e poi di Cerveteri, raggiunse quella floridezza che viene dimostrata dalle vaste necropoli che lo circondano. In quell'epoca Blera si trovava in corrispondenza di un crocevia di itinerari che collegavano Cerveteri e Tarquinia ad altre città dell'interno, come Norchia, Tuscania, Castel d'Asso, Volsinii (Orvieto), Veio. L'importanza di Blera continuò anche durante l'età Repubblicana ed Imperiale Romana, quando era attraversata dall'antica via Clodia, strada consolare che percorreva la Tuscia collegando Roma a Cosa. Di questa via, oltre a diversi tratti incassati nel tufo restano i due ponti (del Diavolo e della Rocca), rispettivamente del I e II secolo a.C. In epoca imperiale Blera fu elevata al rango di Municipio ed ebbe quindi suoi propri magistrati. Di quel periodo vi sono diversi mausolei e numerosi resti di ville rustiche disseminati nella campagna circostante. Con la caduta dell'Impero romano d'Occidente iniziò anche la decadenza della città.
Blera fu tra le prime diocesi, ed ebbe propri vescovi dal 457 al 1093, quando venne unita alla diocesi di Toscanella (odierna Tuscania), e nel 1192 fu unita a quella di Viterbo. La tradizione indica in san Vivenzio (odierno protettore del paese) il primo vescovo. A Blera visse anche, tra il IV e V secolo san Sensia martire.
A Blera è nato Papa Sabiniano I (604-606); per qualche tempo si è ritenuto di Blera anche Papa Pasquale II (1099-1118), di Bleda in Romagna (si veda la permanenza del toponimo urbano di Piazza dei Papi).
Nel 739 venne occupata dai Longobardi del re Liutprando, che la strappò insieme con Ameria (Amelia), Orte e Polimarzio (Bomarzo) al Ducato Romano.
Nel 772 subì la prima distruzione, dopo un assedio, da Re Desiderio, per risposta a Papa Adriano I che aveva richiesto la restituzione dei territori occupati dai Longobardi. Dal XIII al XV secolo appartenne alla famiglia dei Prefetti di Vico. Nel 1247, per rappresaglia contro questa famiglia, l'esercito di Federico II di Svevia, comandato da Alessandro Calvelli, nel quadro delle lotte tra guelfi e ghibellini, la distrusse. Dopo l'estinzione dell'ultimo membro dei Prefetti di Vico, Blera venne data in feudo - nel 1400 - da Papa Bonifacio IX ai conti Francesco e Nicola Anguillara. Dopo la deposizione dei loro successori, per dissidi con Papa Paolo II, nel 1465, la città rimase sotto la reggenza della Santa Sede fino al 1516; del 1515 è il primo degli Statuti Comunali rimasti. Nel 1516 il Papa Leone X la donò come feudo, a Don Lorenzo Anguillara di Ceri, e sotto questa famiglia rimase fino al 1572, anno della morte senza eredi del figlio di Lorenzo, Don Lelio. Da allora fino al 1870 fu governata dalla Camera Apostolica.
Con l'avvento del Romanticismo e la rivalutazione delle civiltà antiche, il paese venne descritto in diverse pubblicazioni sugli Etruschi, di cui la più famosa resta quella di George Dennis, The cities and cemeteries of Etruria. Nel 1914 fu meta di una missione archeologica tedesca, che pubblicò un approfondito studio sulla città, quindi a cavallo degli anni cinquanta e sessanta del secolo scorso, l'Istituto svedese di studi classici, anche con la partecipazione diretta del re di Svezia, Gustavo VI Adolfo, iniziò uno studio sistematico che portò alla valorizzazione dei villaggi protostorico ed etrusco di San Giovenale e di quello di Luni sul Mignone.

### Simboli
Per la comunità blerana la figura di san Vivenzio è talmente importante da essere raffigurata in abiti pontificali sopra uno scudo, al centro del gonfalone comunale.
Lo stemma, riconosciuto con decreto del 9 dicembre 1958, ha la blasonatura: 
Il gonfalone, concesso con decreto del presidente della Repubblica del 20 aprile 1959, è rappresentato da un drappo di colore bianco, riccamente ornato di ricami in argento e caricato dello stemma comunale, con l'iscrizione centrata in argento: Comune di Blera. Le parti ed i cordoni sono argentei.

## Monumenti e luoghi di interesse

### Architetture religiose
- Chiesa di Santa Maria Assunta in cielo e San Vivenzio;
- Chiesa di San Nicola di Bari (sconsacrata);
- Chiesa della Madonna del Suffragio;
- Chiesa della Madonna delle lacrime (Cappella del cimitero);
- Cappella di San Senzia;
- Chiesa della Madonna della Selva;
- Chiesa di San Vivenzio (Grotte di San Vivenzio).

### Architetture civili
- Palazzo Lattanzi (o Tornaforte);
- Palazzo Chiodi detto anche della Mestre Pie Venerine (Casa Comunale dal 2015);
- Palazzina del Governatore;
- Palazzo del Barone (o Palazzaccio).

### Siti archeologici
- Area archeologica di San Giovenale
- Luni sul Mignone

## Società

### Evoluzione demografica
Abitanti censiti

### Religione
La parrocchia di Blera (antica Diocesi di Blera) appartiene alla diocesi di Viterbo, che è una sede della Chiesa cattolica immediatamente soggetta alla Santa Sede, appartenente alla Regione ecclesiastica Lazio. È intitolata a Santa Maria Assunta in cielo e San Vivenzio.
A Blera sono presenti tre confraternite:
- Confraternita del Gonfalone e di San Vivenzio (detta Confraternita della Bianca);
- Confraternita Pia Unione della passione di Gesù Cristo (detta Confraternita della Nera);
- Confraternita dell'Addolorata.

In passato era presente anche una quarta confraternita dedicata al Santissimo Sacramento (detta La Rossa).

### Tradizione e folclore
Marzo-Aprile
- Giovedì santo: rappresentazione dell'ultima cena;
- Venerdì santo: rappresentazione della passione di Gesù Cristo;
- Lunedì di Pasqua: pellegrinaggio alla grotta di San Vivenzio.

Maggio
- Seconda domenica: pellegrinaggio alla grotta di San Vivenzio;

Giugno, luglio e agosto
- Seconda domenica di giugno: festa di San Senzia (Compatrono).
- Secondo fine settimana di luglio: Cavalli in Piazza
- Terzo fine settimana di luglio: Centro Storico in Festa - Blera in Fiore
- Penultimo fine settimana di agosto: Blera in Rock Festival
- Ultimo fine settimana di agosto (dal venerdì al lunedì): festeggiamenti in onore di Sant'Ermete (Compatrono della città e Protettore dell'Università agraria).

Settembre
- Seconda domenica: festeggiamenti in onore della Madonna della Selva.

Novembre
- Secondo fine settimana: Per San Martino ogni mosto diventa vino - Festa delle Cantine

Dicembre
- 11 dicembre: festeggiamenti in onore di San Vivenzio (Patrono della città).

## Cultura

### Istruzione

#### Biblioteche
- Biblioteca Comunale "Domenico Mantovani".

#### Scuole
A Blera sono presenti tre plessi scolastici, tutti facenti capo all'Istituto Comprensivo A. Scriattoli di Vetralla:
- Scuola dell'infanzia
- Scuola primaria
- Scuola secondaria di primo grado "Mario e Giovanni Alberti"

#### Musei
- Museo civico "Gustavo VI Adolfo di Svezia" - Il cavallo e l'uomo.

### Media

#### Stampa
- La Torretta

## Economia
Di seguito la tabella storica elaborata dall'Istat a tema Unità locali, intesa come numero di imprese attive, ed addetti, intesi come numero addetti delle unità locali delle imprese attive (valori medi annui).
|         | 2015                  |                              |                            |                |                       |                     | 2014                  |                | 2013                  |                |
| ------- | --------------------- | ---------------------------- | -------------------------- | -------------- | --------------------- | ------------------- | --------------------- | -------------- | --------------------- | -------------- |
|         | Numero imprese attive | % Provinciale Imprese attive | % Regionale Imprese attive | Numero addetti | % Provinciale Addetti | % Regionale Addetti | Numero imprese attive | Numero addetti | Numero imprese attive | Numero addetti |
| Blera   | 179                   | 0,77%                        | 0,04%                      | 308            | 0,52%                 | 0,02%               | 170                   | 308            | 176                   | 310            |
| Viterbo | 23.371                |                              | 5,13%                      | 59.399         |                       | 3,86%               | 23.658                | 59.741         | 24.131                | 61.493         |
| Lazio   | 455.591               |                              |                            | 1.539.359      |                       |                     | 457.686               | 1.510.459      | 464.094               | 1.525.471      |

Nel 2015 le 179 imprese operanti nel territorio comunale, che rappresentavano lo 0,77% del totale provinciale (23.371 imprese attive), hanno occupato 308 addetti, lo 0,52% del dato provinciale (59.399 addetti); in media, ogni impresa nel 2015 ha occupato una persona (1,72).

## Infrastrutture e trasporti

### Ferrovie
Fino al 1961 il paese aveva quattro stazioni ferroviarie sulla ferrovia Orte-Capranica-Civitavecchia:
- la trafficata stazione di Blera
- la stazione di Civitella Cesi
- la stazione di Le Pozze
- la stazione di Monte Romano

Dal 1961 al 1963, in seguito all'interruzione dovuta a una frana nel tratto verso Civitavecchia, la stazione di Blera fu capolinea dei treni regionali provenienti da Orte. Dal 2011 la linea è dismessa tra Civitavecchia e Capranica.

### Strade
Blera è collegata tramite la Strada provinciale 41 Blerana alla Strada statale 2 Via Cassia all'altezza del comune di Vetralla e tramite la Strada provinciale 42 Barbaranese alla Strada statale 1 bis Via Aurelia all'altezza del comune di Monte Romano, nonché alla ex Strada statale 493 Via Claudia Braccianese attraverso Barbarano Romano.

### Mobilità
Blera è capolinea COTRAL ed è collegata travite servizio bus a Roma Cornelia (una sola corsa), Roma Saxa Rubra, Viterbo, Barbarano Romano, Bracciano, Canale Monterano, Manziana, Monte Romano, Tarquinia, Civitavecchia e Vetralla.
Un servizio di Trasporto pubblico locale collega il capoluogo con la frazione Civitella Cesi.

## Amministrazione
Nel 1927, a seguito del riordino delle circoscrizioni provinciali stabilito dal regio decreto n. 1 del 2 gennaio 1927, per volontà del governo fascista, quando venne istituita la provincia di Viterbo, Bieda passò dalla provincia di Roma a quella di Viterbo. Nel 1952 Bieda cambiò denominazione in Blera.
| Periodo           | Periodo           | Primo cittadino     | Partito                         | Carica                  | Note                                      |
| ----------------- | ----------------- | ------------------- | ------------------------------- | ----------------------- | ----------------------------------------- |
| 26 agosto 1987    | 8 luglio 1992     | Vivenzio Peruzzi    | Democrazia Cristiana            | Sindaco                 | Dimissioni volontarie                     |
| 8 luglio 1992     | 4 settembre 1992  | Giovanni Roselli    | Democrazia Cristiana            | Consigliere Anziano     |                                           |
| 4 settembre 1992  | 7 giugno 1993     | Marco Gelli         | Partito Liberale Italiano       | Sindaco                 |                                           |
| 7 giugno 1993     | 12 luglio 1995    | Marco Gelli         | Lista Civica di Centro-Destra   | Sindaco                 | Sfiduciato/Delibera CC n.59/7 luglio 1995 |
| 12 luglio 1995    | 20 novembre 1995  | Emiliana Carelli    | -                               | Commissario Prefettizio |                                           |
| 20 novembre 1995  | 17 aprile 2000    | Luciano Santella    | Lista Civica di Centro-Sinistra | Sindaco                 | 1º Mandato                                |
| 17 aprile 2000    | 5 aprile 2005     | Luciano Santella    | Lista Civica di Centro-Sinistra | Sindaco                 | 2º Mandato                                |
| 5 aprile 2005     | 30 marzo 2010     | Pietro Mazzarella   | Lista Civica di Centro-Sinistra | Sindaco                 |                                           |
| 30 marzo 2010     | 1º giugno 2015    | Francesco Ciarlanti | Lista Civica di Centro-Destra   | Sindaco                 |                                           |
| 1º giugno 2015    | 22 settembre 2020 | Elena Tolomei       | Lista Civica di Centro-Sinistra | Sindaco                 |                                           |
| 22 settembre 2020 | In carica         | Nicola Mazzarella   | Lista Civica                    | Sindaco                 |                                           |

## Sport

### Calcio
ASD Blera (fondata nel 2022), militante in Terza Categoria.